# Vuolep Huikajaure
Vuolep Huikajaure är en sjö i Kiruna kommun i Lappland och ingår i Torneälvens huvudavrinningsområde. Sjön har en area på 0,179 kvadratkilometer och ligger 535,3 meter över havet. Vuolep Huikajaure ligger i Torneträsk-Soppero fjällurskog Natura 2000-område.

## Delavrinningsområde
Vuolep Huikajaure ingår i det delavrinningsområde (758037-169385) som SMHI kallar för Mynnar i Vittangiälven. Medelhöjden är 595 meter över havet och ytan är 40,87 kvadratkilometer. Det finns inga avrinningsområden uppströms utan avrinningsområdet är högsta punkten. Huikajåkka som avvattnar avrinningsområdet har biflödesordning 3, vilket innebär att vattnet flödar genom totalt 3 vattendrag innan det når havet efter 415 kilometer. Avrinningsområdet består mestadels av skog (36 procent), öppen mark (22 procent), sankmarker (10 procent) och kalfjäll (29 procent). Avrinningsområdet har 1,23 kvadratkilometer vattenytor vilket ger det en sjöprocent på 3 procent.